# Chiesa di San Floriano (Valfloriana)
La chiesa di San Floriano è la parrocchiale a Casatta, frazione di Valfloriana, in Trentino. Appartiene alla zona pastorale di Fiemme e Fassa dell'arcidiocesi di Trento e risale al XVI secolo.

## Storia

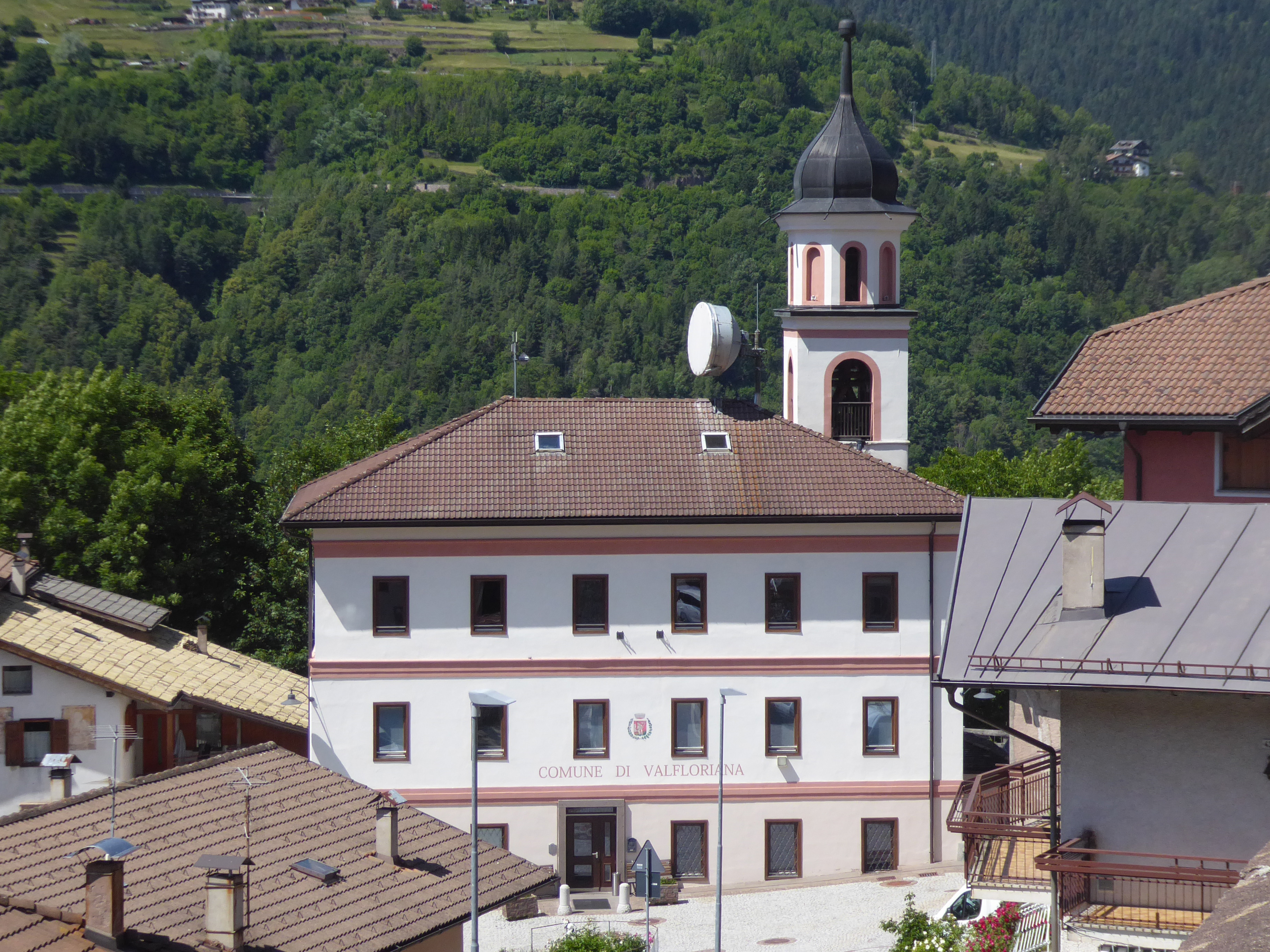
La precedente chiesa di Casatta convertita in municipio. Comprende ancora l'abside e il campanile con affreschi attribuibili ad Albrecht Dürer o ad un suo allievo

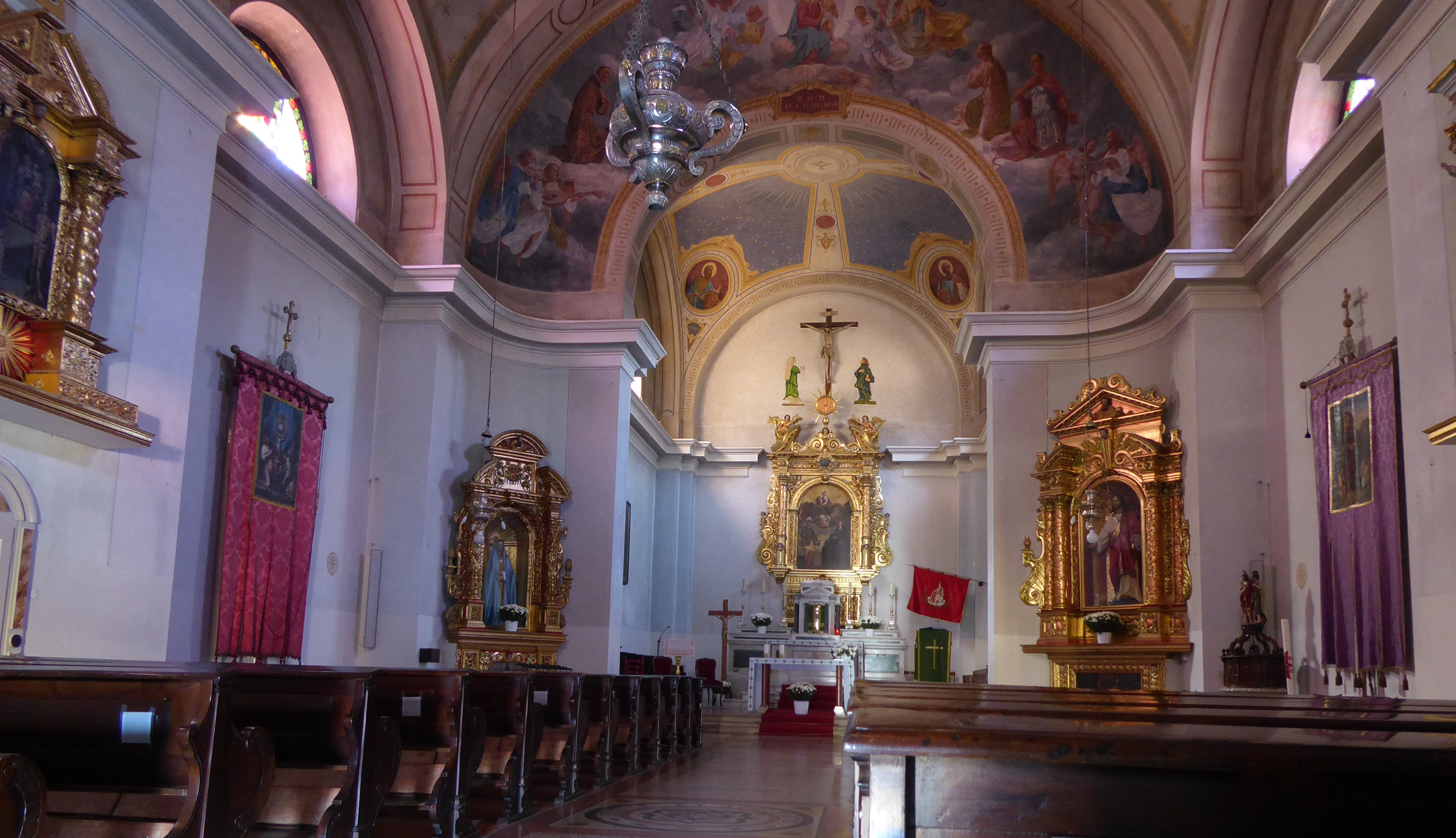
Interno della sala

La prima citazione su documenti scritti della chiesa di Casatta è del 1538, quando San Floriano venne descritta come affacciantesi sulla principale piazza del paese.
La sua erezione a curazia è di vent'anni posteriore.
L'edificio venne ricostruito nelle sue forme più recenti tra il 1842 e il 1846, abbandonando la posizione che occupava la chiesa precedente. Questa, ormai in cattivo stato, venne restaurata ed utilizzata in seguito come edificio scolastico e per altri usi pubblici ed infine municipio. Con la nuova chiesa venne costruito anche il vicino cimitero, e nel 1852 venne consacrata con cerimonia solenne dal vescovo Giovanni Nepomuceno de Tschiderer.
Ottenne dignità di chiesa parrocchiale nel 1920, e cinque anni dopo vennero decorati gli interni.

## Descrizione

### Esterni
Il luogo di culto mostra orientamento verso sud. La facciata è neoclassica con il portale architravato sovrastato in asse dalla grande finestra a lunetta che porta luce alla sala e si conclude col frontone triangolare superiore. La struttura non è dotata di torre campanaria e la copertura è in tegole. Posteriormente è presente il cimitero della comunità.

### Interni
La navata interna è unica e attraverso l'arco santo, arricchito da dipinti murali a tempera, si accede al presbiterio leggermente rialzato e di minor larghezza rispetto alla sala.